# Rudolf Ashley
Rudolf Ashley SJ (Radulf), (ang.) Ralph Ashley (ur. ?, zm. 7 kwietnia 1606 w Red Hill) – angielski jezuita, ofiara antykatolickich prześladowań w Anglii okresu reformacji, zabity na fali represji zapoczątkowanych przez Henryka VIII ustanawiającego zwierzchność króla nad państwowym Kościołem anglikańskim, czczonych przez Kościół katolicki jako męczennik za wiarę.

## Życiorys
Nie są znane dokładne dane biograficzne dotyczące daty i miejsca urodzenia, rodziny, a także dzieciństwa Rudolfa Ashleya, zaś pierwsze informacje o nim, związane są z pobytem w jezuickim kolegium angielskim w Douai, gdzie był kucharzem. 28 kwietnia 1590 przeniesiony został do kolegium w Valladolid i tam wstąpił do Towarzystwa Jezusowego jako brat zakonny. Ze względu na zły stan zdrowia w 1598 roku odesłano go do Anglii, gdzie ukrywając się pod nazwiskiem George Chambers towarzyszył ojcu Edwardowi Oldcorne. Aresztowanie nastąpiło na skutek denuncjacji Humphreya Littletona w Hindlip Hall, w hrabstwie Worcestershire. Obydwu postawiono zarzut udziału w spisku prochowym i poddano torturom w Londyńskiej Tower. Mimo okrucieństw nie przyznał się do udziału w knowaniach, a przed śmiercią oświadczył, że umiera za wyznawany katolicyzm nie zaś za to, że jest zdrajcą. Skazany został na śmierć w Worcester, a wyrok przez powieszenie i poćwiartowanie wykonano 7 kwietnia 1606 w Red Hill.

## Znaczenie
Beatyfikacji Rudolfa Ashleya wraz z innymi angielskimi męczennikami dokonał papież Pius XI 15 grudnia 1929. 
Wspomnienie liturgiczne błogosławionego męczennika w Kościele katolickim obchodzone jest w Dies natalis (7 kwietnia).
Szczególnym miejscem kultu jest Edward Oldcorne Catholic College w hrabstwie Worcestershire.